# Хенриета Катарина фон Насау-Орания
Хенриета Катарина фон Насау-Орания (на немски: Henriette Katharine (Catharina) von Nassau-Oranien; * 10 февруари 1637, Хага; † 3 ноември 1708, дворец Ораниенбаум) от Дом Насау, е чрез женитба княгиня на Анхалт-Десау.

## Произход
Тя е дъщеря на принц Фредерик Хендрик Орански (1584 – 1647) и Амалия фон Золмс-Браунфелс (1602 – 1675), дъщеря на граф Йохан Албрехт I фон Золмс-Браунфелс.

## Фамилия
Хенриета Катерина се омъжва в Гронинген на 9 юли 1659 г. за княз Йохан Георг II фон Анхалт-Десау от род Аскани (1627 – 1693). Те имат децата:
- Амалия Лудовика (*/† 1660)
- Хенриета Амалия (*/† 1662)
- Фридрих Казимир (1663 – 1665)
- Елизабет Албертина (1665 – 1706); ∞ 1686 Хайнрих фон Саксония-Вайсенфелс-Барби (1657 – 1728), син на херцог Август фон Саксония-Вайсенфелс
- Хенриета Амалия (1666 – 1726); ∞ 1683 Хайнрих Казимир II фон Насау-Диц (1657 – 1696), син на княз Вилхелм Фридрих фон Насау-Диц
- Луиза София (1667 – 1678)
- Мария Елеонора (1671 – 1756); ∞ 1687 принц Ежи Юзеф Радзивил (1668 – 1689)
- Хенриета Агнес (1674 – 1729), неомъжена
- Леополд I (1676 – 1747), старият Десауерц, женен 1698 за Анна Луиза Фьозе (1677 – 1745)
- Йохана Шарлота (1682 – 1750); ∞ 1699 Филип Вилхелм фон Бранденбург-Швет (1669 – 1711), син на курфюрст Фридрих Вилхелм фон Бранденбург